# Sąd Apelacyjny (Węgry)

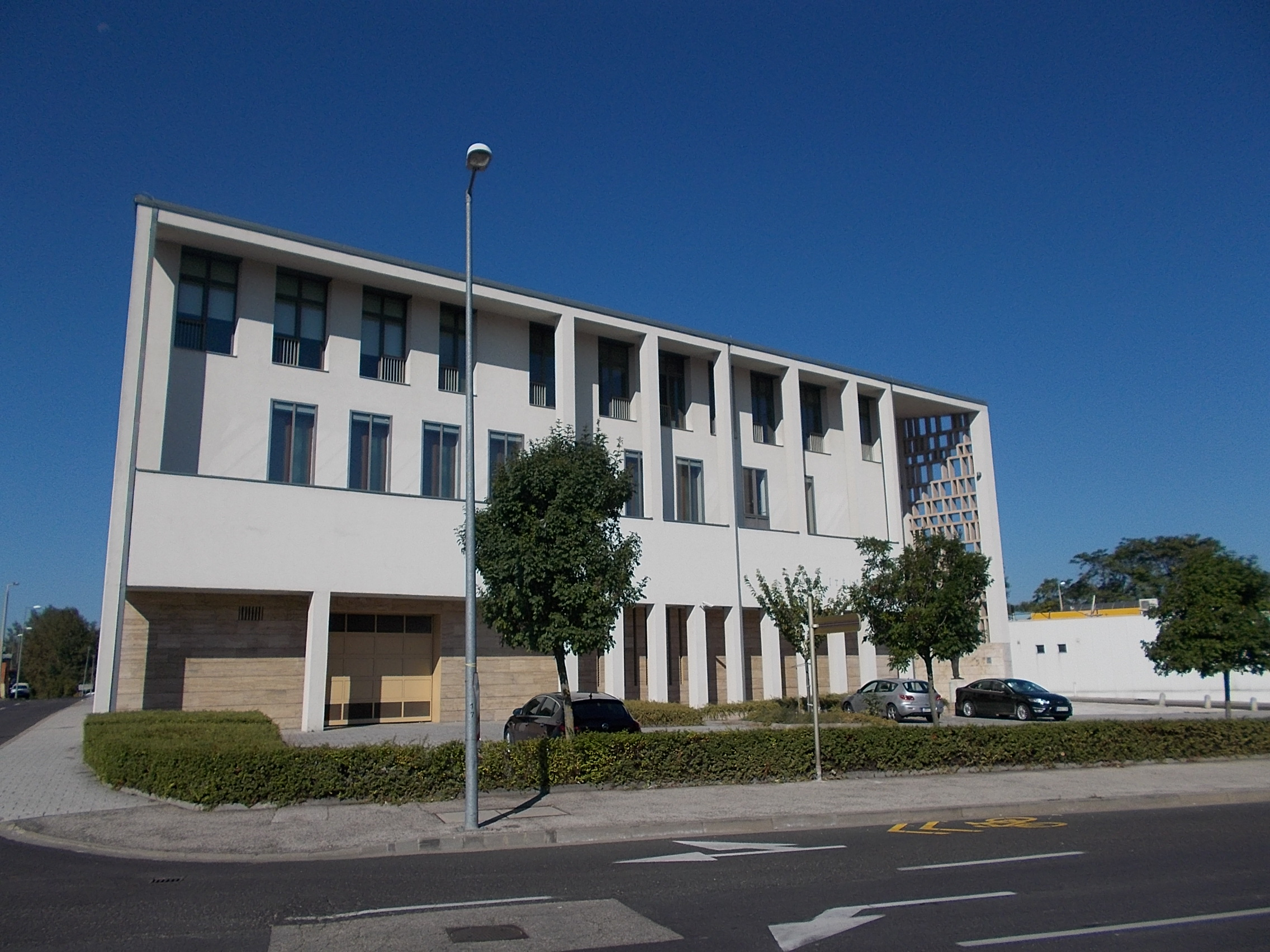
Sąd apelacyjny w Győrze (2017)

Sądy apelacyjne na Węgrzech stanowią grupę sądów drugiej instancji. Obecnie są one rozmieszczone w 5 węgierskich miastach: Budapeszcie, Debreczynie, Győrze, Peczu i Szegedzie. Rozpatrują one skargi i apelacje od wyroków Sądów Rejonowych i Sądów Komitackich. 
W zakresie II instancji sąd apelacyjny ma uprawnienie do ponownego rozpatrzenia sprawy i wydania własnego wyroku. Wyrok sądu apelacyjnego ma prawo rozpatrzeć i uchylić Sąd Najwyższy.